# An' Good in the Worst of Us
An' Good in the Worst of Us è un cortometraggio muto del 1911 diretto da Bert Haldane.

## Trama
Un ex-galeotto lotta contro alcuni rapinatori mentre sua figlia corre ad avvisare la polizia.

## Produzione
Il film fu prodotto dalla Hepworth.

## Distribuzione
Distribuito dalla Hepworth, il film - un cortometraggio di 168 metri - uscì nelle sale cinematografiche britanniche nell'agosto 1911.
Si conoscono pochi dati del film che, prodotto dalla Hepworth, fu distrutto nel 1924 dallo stesso produttore, Cecil M. Hepworth. Fallito, in gravissime difficoltà finanziarie, il produttore pensò in questo modo di poter almeno recuperare il nitrato d'argento della pellicola.